# Khakyab Dorje
Karmapa
Thekchok Dorje Rangjung Rigpe Dorje
Khakyab Dorjé (tibétain : མཁའ་ཁྱབ་རྡོ་རྗེ, Wylie : mkha' khyab rdo rje, 24 septembre 1871, village de Shelkar, Tsang, Tibet-22 mai 1922) fut le 15e Karmapa, et l'un des chefs de l'école Karma Kagyu du Tibet. Tertön important, il eut 5 parèdres dont Urgyen Tsomo.

## Biographie
Khakyab Dorjé est né en 1871 dans le village de Shelkar dans la région de Tsang, dans l'est du Tibet le 10e jour du 8e mois de l'année de la chèvre de métal (24 septembre 1871).  À sa naissance, il présentait des signes considérés comme auspicieux, dont notamment « un trésor de cheveux » sur ses paupières, une des 32 marques des êtres éveillés qui fut aussi observé sur le jeune Gautama Bouddha.
Khakyab Dorjé fut reconnu comme réincarnation du Karmapa et intronisé par le 9e Gyalwang Drukpa. Le 15e Karmapa reçu du maître Rimé Jamgon Kongtrul Lodrö Taye la transmission des enseignements Kagyu et d’autres traditions du bouddhisme tibétain, ainsi que des enseignements sur la médecine, l'art, la linguistique. Il eut d’autres enseignants, dont Khenchen Tashi Özer. 
Il voyagea à travers le Tibet, transmettant enseignements et initiations. Il identifia les réincarnations de Jamgon Kongtrul Lodrö Taye et de Taï Sitou Rinpoché et réalisa les cérémonies de leur intronisation respective.
Il reconnut le 10e Pawo Rinpoché
Suivant le 10e karmapa, le 15e Karmapa fut le second de la lignée des karmapas à se marier. Il aurait visualisé dans ses rêves que, pour prolonger sa vie, il devait épouser une émanation de la Yogini Yeshe Tsogyal, qui fut épouse, disciple, et héritière spirituelle de Padmasambhava. L'émanation vue dans ses rêves était Urgyen Tsomo, née dans une famille installée à proximité du monastère de Tsourphou, siège des Karmapas au Tibet. Urgyen Tsomo fut identifiée à l’âge de 16 ans. Elle réalisa la pratique de purification de Dorjé Naljorma pour le Karmapa, sérieusement malade à ce moment-là, et lui prolongea la vie de 9 ans.
Le 15e Karmapa eut 3 fils, dont le 2e Jamgon Kongtrul Rinpoché Karsé Kongtrul et le 12e Shamar Rinpoché.
Le 15e Karmapa fit imprimer de nombreux textes bouddhistes devenus rares. Ses disciples les plus proches furent le 11e Taï Sitou Rinpoché Pema Wangchuk Gyalpo,  Karsé Kongtrul et Beru Khyentse Lodrö Mizay Jampa'i Gocha.
Quelques années avant son décès, il donna à Jampal Tsulten et au 11e Taï Sitou Rinpoché une lettre contenant les instructions pour rechercher sa réincarnation. Il est mort le 26e jour du 3e mois de l'année du chien d'eau (22 mai 1922).